# La Reforma Juquila
La Reforma Juquila är en ort i Mexiko.   Den ligger i kommunen Santiago Juxtlahuaca och delstaten Oaxaca, i den sydöstra delen av landet, 270 km söder om huvudstaden Mexico City. La Reforma Juquila ligger 1 762 meter över havet och antalet invånare är 217.
Terrängen runt La Reforma Juquila är kuperad västerut, men österut är den bergig. La Reforma Juquila ligger nere i en dal som går i nord-sydlig riktning. Runt La Reforma Juquila är det ganska glesbefolkat, med 43 invånare per kvadratkilometer. Närmaste större samhälle är Santiago Juxtlahuaca, 5,3 km norr om La Reforma Juquila. I omgivningarna runt La Reforma Juquila växer huvudsakligen savannskog.